# Dysphonie
Dysphonie (Stimmstörung) ist eine Beeinträchtigung des stimmlichen Teils der Artikulation (auch Phonation genannt) bei Erkrankungen oder Funktionsstörungen des Kehlkopfes und des Ansatzrohres.
Die Stimme klingt je nach Befund und Ausprägung heiser (Heiserkeit, lat. Raucitas oder Raucedo), rau, belegt oder behaucht. Die Stimme ist oftmals nicht mehr „flexibel“. Die Klangfarbe, die Tonhöhe und die Lautstärke können vom Betroffenen dann oft nur im verminderten Umfang variiert werden. Der Sprechende fühlt sich dann unwohl, verspürt ein Gefühl von Trockenheit oder ein Fremdkörper-/Kloßgefühl im Hals und räuspert sich oft zwanghaft. Dieser erhöhte Stimmdruck verstärkt die Stimmbeeinträchtigung. Die Maximalform ist eine Stimmlosigkeit (Aphonie).
Bei dauerhafter Überbeanspruchung besteht die Gefahr sekundär-organischer Veränderungen, wie zum Beispiel Stimmlippenknötchen.

## Ursachen
Stimmstörungen können organische und funktionelle Ursachen haben.
Organische Ursachen sind z. B. Entzündungen (Laryngitis), Lähmungen, gut- und bösartige Neubildungen (z. B. Polypen, Knötchen, Granulome, Kehlkopfkrebs), aber auch ein Reflux von Magensäure (Laryngitis gastrica). In seltenen Fällen liegen Kehlkopfverletzungen oder angeborene Fehlbildungen des Kehlkopfes vor.
Die funktionellen Dysphonien können ihren Ursprung in einer Überlastung (ponogene Dysphonie, von gr. ponos = Arbeit), in stimmschädigenden Sprechgewohnheiten (habituelle Dysphonie), einem anlagebedingten schwachen Stimmapparat (konstitutionelle Dysphonie) und einer Art Konversionsneurose (psychogene Dysphonie, auch hysterische Dysphonie) haben sowie als Symptom einer allgemeinen körperlichen Erkrankung (symptomatische Dysphonie) auftreten. Je nach klinischer Erscheinungsform werden hyper- und hypofunktionelle Dysphonien („zu viel“ bzw. „zu wenig“ Krafteinsatz) unterschieden.
Stimmveränderungen treten auch bei hormonellen Veränderungen auf, während des weiblichen Zyklus, aber auch in der Pubertät oder Menopause, und sind im gewissen Umfang normal. Auch Medikamente können als Nebenwirkung durch unterschiedliche Art und Weise Stimmstörungen hervorrufen, z. B. durch eine Austrocknung der Schleimhäute bei Neuroleptika (systemische Wirkung durch Verminderung der Speichel-/Schleimproduktion) oder bei Asthmasprays (lokale Austrocknung durch das Spray).

## „Sonder“-Formen
Folgende „Sonder“-formen der Dysphonie werden in älterer Literatur beschrieben:
- Dysphonia clericorum bei Rednern (zum Beispiel Predigern), als Folge einer Überbeanspruchung der Stimme, meist schmerzhaft.
- Dysphonia paralytica bei Schädigung des Nervus vagus oder seines Astes N. laryngeus (meist inf.) [N. recurrens].
- Dysphonia puberum während des Stimmbruchs.
- Dysphonia spastica (Aphonia spastica oder Mogiphonie): gepresste, abgehackte, knarrend einsetzende Stimme durch Zusammenpressen der Stimmlippen und der Taschenfalten beim Versuch der Phonation, insbesondere bei Rednern oder als neurotisches Symptom (abzugrenzen von der spasmodischen Dysphonie, einer Form der Dystonie).
- Dysphonia senilis: die Altersstimme.

## Diagnostik
Die umfassende medizinische Diagnostik umfasst immer die Laryngoskopie (Endoskopie des Kehlkopfes) mit Stroboskopie oder Hochgeschwindigkeitskamera und einem auditiven Stimmbefund für die Sprech- und Singstimme. Ergänzt wird dieser durch die apparative Erfassung elektrophysiologischer Parameter wie Grundfrequenz, Jitter, Shimmer etc., durch die Elektroglottographie und Erstellung eines Stimmfeldes.

## Therapie
Funktionelle Stimmstörungen werden in der Regel in einer gezielten Stimmtherapie bei Phoniatern, Atem-, Sprech- und Stimmlehrern oder Logopäden (beispielsweise Atemrhythmisch angepasste Phonation) durch Einstellung auf die physiologische Stimmgebung behandelt. Bei organischen Stimmstörungen kommen je nach Befund meist operative Verfahren zum Einsatz, in denen die Veränderungen in Allgemeinnarkose oder örtlicher Betäubung (siehe Phonochirurgie) entfernt werden. Bösartige Veränderungen bedürfen meist einer großzügigen Entfernung des Tumors mit dann oft verbleibender, dauerhafter Stimmstörung.
Mit seinem erstmals 1912 als Ergebnis jahrzehntelanger Forschung veröffentlichten Werk Sprachheilkunde gilt Hermann Gutzmann sen. als Hauptbegründer der Lehre von den Sprach- und Stimmstörungen.